# Dasyrhicnoessa tripunctata
Dasyrhicnoessa tripunctata är en tvåvingeart som beskrevs av Mitsuhiro Sasakawa 1974. Dasyrhicnoessa tripunctata ingår i släktet Dasyrhicnoessa och familjen Canacidae. Inga underarter finns listade i Catalogue of Life.